# Видавнича група «Нова інформація»
ТОВ "Видавнича група «Нова інформація» — Київське видавництво.
Засноване у квітні 2005.
З вересня 2005 року видає «Газету по-українськи», З 2009 — видає тижневик «Країна».
Володіє також інтернет-порталом gazeta.ua.
Рубан Володимир Миколайович — директор